# Frokostpausen
Frokostpausen er en dansk kortfilm fra 1992 med instruktion og manuskript af John Tranholm.

## Handling
En lille absurd fortælling om overlevelse og territorial kamp på en uskyldig bænk i Fælledparken. En klassisk og grotesk om to mænds tilfældige møde.